# قاسم السهلاني
 قاسم محمد تقي علي السهلاني كان سياسيا عراقيا منتميا لحزب الدعوة الإسلامية ـ تنظيم العراق وشغل منصب المتحدث الرسمي باسم المكتب السياسي للحزب.
شغل منصب عضو في الجمعية الوطنية الانتقالية المؤقتة عامي 2004 و2005.
ثم انتخب عضوا في مجلس النواب العراقي في دورته الأولى عن قائمة الائتلاف العراقي الموحد وبقي نائبا حتى توفي في حادث سير على الطريق الرابط بين محافظتي ذي قار والبصرة مع شقيقه حميد عام 2009، وشغل شغل منصب عضو في لجنة العلاقات الخارجية في المجلس ورئيس الكتلة النيابية لحزب الدعوة ـ تنظيم العراق.